# Bodorfa, Veszprém
Bodorfa  este un sat în districtul Sümeg, județul Veszprém, Ungaria, având o populație de 113 locuitori (2011). 

## Demografie
Componența etnică a satului Bodorfa
     Maghiari (100%)
Componența confesională a satului Bodorfa
     Romano-catolici (80,53%)
     Fără religie (7,08%)
     Luterani (2,65%)
     Necunoscută (9,73%)
Conform recensământului din 2011, satul Bodorfa avea 113 locuitori. Din punct de vedere etnic, majoritatea locuitorilor (100,0%) erau maghiari.  Din punct de vedere confesional, majoritatea locuitorilor (80,53%) erau romano-catolici, existând și minorități de persoane fără religie (7,08%) și luterani (2,65%). Pentru 9,73% din locuitori nu este cunoscută apartenența confesională.